# Phrixosceles pteridograpta
Phrixosceles pteridograpta là một loài bướm đêm thuộc họ Gracillariidae. Nó được tìm thấy ở Ấn Độ (Maharashtra).
Larvae were reared from an unidentified creeper. Chúng ăn lá nơi chúng làm tổ.